# Athis clitarcha
Athis clitarcha is een vlinder uit de familie van de Castniidae. De soort komt voor in het Neotropisch gebied.
De wetenschappelijke naam van deze soort werd voor het eerst geldig gepubliceerd in 1877 door John Obadiah Westwood. 